# シシリー・タイソン
シシリー・タイソン（Cicely Tyson, 1924年12月19日 - 2021年1月28日）は、アメリカ合衆国の女優である。

## 来歴
1924年にニューヨークのハーレムに生まれる。両親とも西インド諸島にあるセントクリストファー・ネイビスからの移民 で、父親は移民後、大工や塗装工などで生計を立てていた。
雑誌のカメラマンから見出されてファッション・モデルとしてキャリアをスタート。その後、1956年に『Carib Gold』という作品で映画デビューを果たす。しかしその後は、映画よりもテレビドラマやブロードウェイ、オフ・ブロードウェイ舞台などへ多く出演してキャリアを重ねていった。
1972年に出演したポール・ウィンフィールドら共演の『サウンダー』でアカデミー助演女優賞にノミネートされ、1974年には『ジェーン・ピットマン/ ある黒人の生涯』へ出演。同作品において南北戦争から続く黒人差別をテーマに、奴隷時代を経験したジェーン・ピットマンを熱演。その演技力が高く評価されてエミー賞を獲得した。その後も様々な映画やテレビへ出演して黒人女優としての地位を確立。1977年に黒人映画制作者の殿堂における殿堂入りも果たした。1982年には功績が称えられWomen in Film Crystal + Lucy Awardsから功労賞も授与された。
1994年に出演したテレビシリーズの『南部の風・南軍兵士の妻が語る100年の物語』においてもエミー賞と第1回全米映画俳優組合賞における全米映画俳優組合賞女優賞 (テレビ映画・ミニシリーズ)にノミネートされ、『Sweet Justice』では全米映画俳優組合賞女優賞 (ドラマシリーズ)へもノミネートされた。その後もいくつかの作品への出演で多数の賞にノミネートされている。また、ニュージャージー州には、Cicely Tyson School of Performing and Fine Artsというマグネット・スクールも設立され、タイソン自身も学校のサポートを行っている。

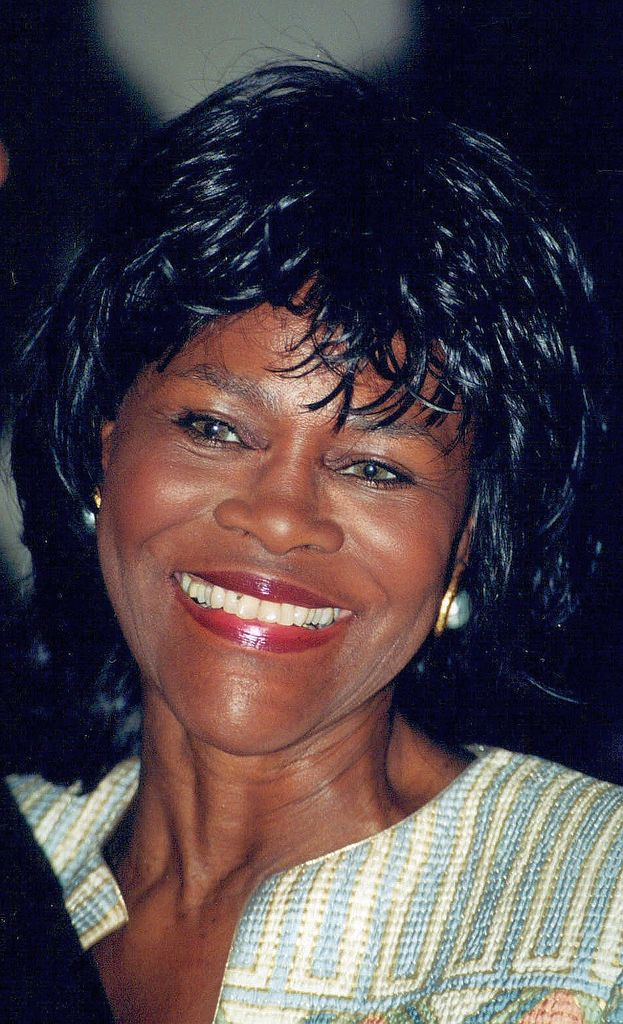
70歳を越えた頃（1999年）

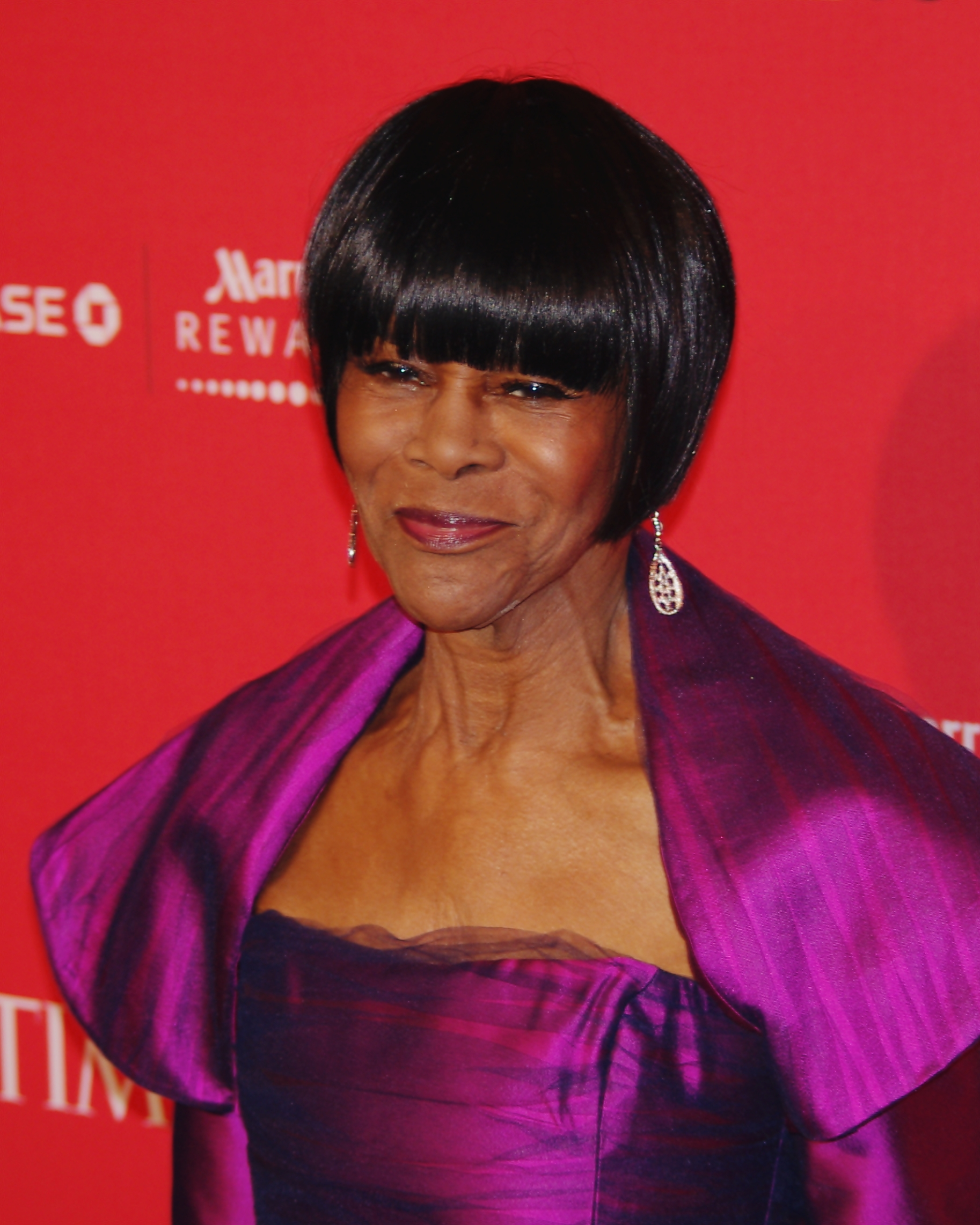
晩年期（2012年）

70歳を超えてもウィル・スミスの息子であるウィロー・スミスのミュージックビデオへ出演したり、ヒットを記録した『ヘルプ 〜心がつなぐストーリー〜』では、エマ・ストーン演じる主人公を幼少から支えてきた老メイドを演じた。『ヘルプ～』において、他のキャストらと共に全米映画俳優組合賞キャスト賞を受賞。2013年に舞台劇『バウンティフルへの旅』へ出演してトニー賞を受賞したほか、ドラマデスク・アワードも獲得している。2018年にはアカデミー名誉賞が授与された。
2021年1月28日逝去。

### 私生活
1981年にジャズトランペッターのマイルズ・デイヴィスと結婚。ビル・コスビーなど著名人から祝福されたが、1988年に離婚している。

## 主な出演作品

### 映画
| 公開年 | 邦題 原題                                                                         | 役名                             | 備考                           |
| ------ | --------------------------------------------------------------------------------- | -------------------------------- | ------------------------------ |
| 1959   | 拳銃の報酬 Odds Against Tomorrow                                                  | ジャズクラブのバーテンダー       | クレジットなし                 |
| 1966   | アダムのブルース/ 天才トランペッターの愛と挫折 A Man Called Adam                  | クラウディア・ファーガソン       |                                |
| 1967   | 危険な旅路 The Comedians                                                          | マリー・テレーズ                 |                                |
| 1968   | 愛すれど心さびしく The Heart Is a Lonely Hunter                                   | ポーシャ                         |                                |
| 1971   | 結婚一年生 Marriage: Year One                                                     | エマ                             | テレビ映画                     |
| 1972   | サウンダー Sounder                                                                | レベッカ・モーガン               | アカデミー助演女優賞ノミネート |
| 1974   | ジェーン・ピットマン/ある黒人の生涯 The Autobiography of Miss Jane Pittman        | ジェーン・ピットマン             | テレビ映画 エミー賞受賞        |
| 1976   | 青い鳥 The Blue Bird                                                              | Tylette                          |                                |
| 1977   | ウィルマ Wilma                                                                    | ブランチ・ルドルフ               | テレビ映画                     |
| 1979   | エアポート'80 The Concorde... Airport '79                                         | エレイン                         |                                |
| 1981   | おんぼろバスと8人の子供たち Bustin' Loose                                         | ヴィヴィアン・ペリー             |                                |
| 1981   | マーヴァ・コリンズ・ストーリー The Marva Collins Story                            | マーヴァ・コリンズ               | テレビ映画                     |
| 1986   | 忍びよる恐怖 Acceptable Risks                                                     | ジャネット                       | テレビ映画                     |
| 1986   | ジュリーの危険な午後 Intimate Encounters                                          | クレア・ダルトン                 | テレビ映画                     |
| 1990   | メリー・クリスマスを君に The Kid Who Loved Christmas                              | エッタ                           | テレビ映画                     |
| 1991   | フライド・グリーン・トマト Fried Green Tomatoes                                   | シプシー                         |                                |
| 1992   | ブレイン・コントロール Duplicates                                                 | ランドルフ                       | テレビ映画                     |
| 1994   | 南部の風・南軍兵士の妻が語る100年の物語 Oldest Living Confederate Widow Tells All | キャスタリア                     | テレビ映画 エミー賞受賞        |
| 1996   | フォー・エバー・ライフ The Road to Galveston                                      | ジョーダン・ルーズヴェルト       | テレビ映画                     |
| 1997   | 奴らに深き眠りを Hoodlum                                                          | ステファニー・セントクレア       |                                |
| 1997   | 新・クリスマス・キャロル Ms. Scrooge                                              | エベニータ・スクルージ夫人       | テレビ映画                     |
| 1999   | ジェファーソン/冤罪の死刑囚 A Lesson Before Dying                                 | タンテ・ルー                     |                                |
| 1999   | アフターショック/ニューヨーク大地震 Aftershock: Earthquake in New York            | エミリー・リンカーン             | テレビ映画                     |
| 2002   | ローザ・バークス物語 The Rosa Parks Story                                         | レオナ                           | テレビ映画                     |
| 2005   | きいてほしいの、あたしのこと -ウィン・ディキシーのいた夏 Because of Winn-Dixie    | グロリア                         |                                |
| 2006   | マディズ・ファミリー・リユニオン Madea's Family Reunion                           | Aunt Myrtle                      |                                |
| 2006   | アイドルワイルド Idlewild                                                         | ホプキンス                       |                                |
| 2010   | 理想の夫婦のつくり方 Why Did I Get Married Too?                                   | オーラ                           |                                |
| 2011   | ヘルプ 〜心がつなぐストーリー〜 The Help                                          | コンスタンティン・ジェファーソン |                                |
| 2012   | バーニング・クロス Alex Cross                                                     | ナナ・ママ                       |                                |
| 2017   | 30年後の同窓会 Last Flag Flying                                                   | ミセス・ハイタワー               |                                |
| 2020   | グレイス -消えゆく幸せ- A Fall from Grace                                         | アリス                           |                                |

### テレビシリーズ
| 放映年    | 邦題 原題                                                  | 役名                                       | 備考                                      |
| --------- | ---------------------------------------------------------- | ------------------------------------------ | ----------------------------------------- |
| 1963      | 裸の町 Naked City                                          | ダーレン・ノックス                         | 1エピソード                               |
| 1963-1964 | East Side/West Side                                        | ジェーン・フォスター                       | 26エピソード                              |
| 1965,1966 | アイ・スパイ I Spy                                         |                                            | 2エピソード                               |
| 1967      | アフリカ大牧場 Cowboy in Africa                            | ジュリー・アンダーソン                     | 1エピソード                               |
| 1968,1969 | FBIアメリカ連邦警察 The F.B.I.                             |                                            | 2エピソード                               |
| 1970      | スパイ大作戦 Mission: Impossible                           | アルマ・ロス                               | 1エピソード                               |
| 1970      | ガンスモーク Gunsmoke                                      | レイチェル・ビッグス                       | 1エピソード                               |
| 1977      | ルーツ Roots                                               | ビニタ                                     | ミニシリーズ                              |
| 1990      | シャドー・コップ II/勝利の代償 B.L. Stryker                | ルース・ヘイスティングス                   | 1エピソード                               |
| 1994-1995 | Sweet Justice                                              | キャリー・グレイス・バトル                 | 22エピソード 全米映画俳優組合賞女優賞受賞 |
| 2000      | 新アウター・リミッツ The Outer Limits                      | ジャスティス・グレッチェン・パークハースト | エピソードFinal Appeal                    |
| 2009      | LAW & ORDER:性犯罪特捜班 Law & Order: Special Victims Unit | オンディーヌ・バーレット                   | 1エピソード                               |
| 2015-     | 殺人を無罪にする方法 How to Get Away with Murder           | オフェリア・ハークネス                     | 4エピソード                               |
| 2016      | ハウス・オブ・カード 野望の階段 House of Cards             | ドリス・ジョーンズ                         |                                           |